# Туризм в Израиле
Туризм в Израиле одна из важных составляющих бюджета страны.
Туристическая отрасль экономики обслуживает как израильтян, так и иностранных гостей. Обилие археологических и архитектурных памятников «Земли обетованной», пляжные зоны трех морей, лечебные курорты и теплый климат делают туризм в Израиль привлекательным.

## Общая характеристика
Основная масса туристов приехала в Израиль из Европы — более 63 % въездного потока, в том числе 16,83 % из России. На втором месте — Америка (Северная и Южная) — более 25 % въездного потока, в том числе 18,93 % туристов из США .
В отрасли занято 195 тыс. человек (2013) — 6 % от числа занятых в израильской экономике.
Российское направление
Отмена визового режима между Россией и Израилем привела к бурному росту туристического потока в страну.
За первые три месяца 2010 года, Израиль посетили почти 114 тыс. российских туристов. Тем самым Россия стала второй страной мира по числу туристов, посещающих Израиль, после США. Тем не менее на уровень посещаемости страны влияет положение в сфере безопасности. Вторая ливанская война и экономический кризис послужили причиной некоторого замедления в туристической отрасли.
Визовый режим с Украиной отменён 9 февраля 2011 года, в Израиле надеются на двукратный рост числа туристов.
Дополнительным положительным фактором для туризма из стран бывшего СССР является наличие в Израиле крупной русскоязычной общины (более 1,2 млн человек), в связи с тем русскоговорящему туристу, не владеющему в совершенстве иностранными языками, довольно легко сориентироваться в стране.
В интернете существуют русскоязычные сайты, тематикой которых является туризм в Израиле, которые включают в себя полезные советы и интересные туристические маршруты.

## Религиозный туризм
Сотни тысяч паломников со всего света ежегодно посещают Израиль, основными целями паломничества являются города Иерусалим, Назарет, Вифлеем. Стена плача, Храм Гроба Господня, золотой Купол Скалы привлекают паломников трех авраамических религий в Иерусалим.
Помимо этого, город Хайфа является духовным центром религии Бахаи, где расположена усыпальница основателя религии Сейида Али Мухаммада Ширази.

## Оздоровительный туризм
Мёртвое море является природной лечебницей, помогающей при многих заболеваний, особенно кожных и ревматических. Сочетание минералов с тёплой, солнечной погодой, грязевые ванны и чистый воздух, насыщенный кислородом, способствуют излечению многих болезней, включая кожные болезни. Курорты Мертвого моря не имеют мировых аналогов в связи с исключительностью этого водоема.
Прохладный воздух Арада помогает больным астмой и другими заболеваниями дыхательных путей.
Горячие источники Хамат-Гадер, облегчающие боли в суставах, были известны ещё древним римлянам, построившим здесь бани.
Бассейны с термоминеральной водой в Хамей Гааш являются главным бальнеологическим курортом Израиля.

## Сельский туризм
В последнее время[когда?] сельский туризм в Израиле приобретает всё больший размах. Возможность отключиться от городской суеты или провести романтическую ночь в сельских домиках, называемых в Израиле «циммерами», привлекают не только израильтян, но и зарубежных гостей. Чистый воздух и свежие продукты делают сельский туризм альтернативой обычным формам в туристической отрасли.

## Курорты и достопримечательности
Иерусалим является (2012) самым посещаемым туристами городом в Израиле (77 % всех посещений туристами).
Тель-Авив занимает второе место, его посещают 56 % всех туристов.
На третьем месте — район Мертвого моря — 51 %.
Тверия занимает четвёртое место — 44 % туристов,
далее идет Назарет — 35 %.
Среди наиболее посещаемых достопримечательностей —
Стена плача (65 %),
Еврейский квартал в Иерусалиме (64 %),
Храм Гроба Господня (58 %),
Скорбный путь (58 %) и
Иелеонская гора (56 %).

### Эйлат
Эйлат: коралловые рифы и теплый тропический климат привлекают туристов со всего мира.

### Тель-Авив
Тель-Авив — курортный город и центр отдыха мирового масштаба. Тель-Авив является не только культурным центром, но и центром молодёжи всего мира. Город расположен на берегу Средиземного моря, с отличными пляжами и бурной ночной жизнью. Десятки тысяч молодых туристов посещают Тель-Авив ежегодно. «Город, который никогда не спит» — этот девиз уже стал синонимом Тель-Авива. Символом этого девиза стало празднование «Белых ночей», которое проходит в последний четверг июня. Этот праздник стал новоиспечённой традицией. В эту ночь рестораны и культурные учреждения открыты допоздна, во многих местах действуют скидки, на пляжах проходят вечеринки, на улицах — представления. На главной площади в 2012 г. прошла одна из крупнейших тихих дискотек в наушниках, изюминкой которой стал четырёхметровый зеркальный диско-шар.

## Статистика
По данным Центрального бюро статистики Израиля, десятилетие 00-х характеризовалось колебаниями в сфере въездного туризма, в связи с изменения в сфере безопасности и экономической ситуации в Израиле и во всем мире. Несмотря на значительный рост туризма за первые девять месяцев 2000 года по сравнению с 1999 годом, тенденция стала обратной в конце сентября 2000 года в связи с началом Второй интифады. Далее последовал трехлетний период снижения; последующее улучшение показателей въездного туризма было ненадолго прервано Второй ливанской войны в 2006 году. Затем въездной поток снова увеличивается, достигая пиковых значений в 2008 году. Мировой экономический кризис, который начался в последнем квартале 2008 года и продолжился в 2009 году, а также операция Литой свинец, которая состоялась в январе 2009 года оказали негативное воздействие на развитие въездного туризма в Израиль в 2009 году.
Израиль посетили:
- В 2010 году — 3 275 692 человек (выросло по сравнению с 2009 годом на 22 %).
- В 2012 году — за первое полугодие приехало более 1,7 млн человек[10]. Всего в 2012 году Израиль посетили, как сообщает министерство туризма Израиля, 3,5 миллиона человек, что на 4 % больше, чем в 2011 году. Туристы (не включая прибывших с однодневными визитами) составили 2,9 миллиона, что на 2 % больше, чем годом ранее.[источник не указан 3438 дней]. Самое большое количество туристов прибыло из США — около 610 000 (18 % от всего туризма в стране), это на 4 % меньше, чем в 2011; на втором месте Россия — 590 000 туристов, что на 20 % больше, чем в 2011 г.[источник не указан 3438 дней]. 58 % въездного туризма было представлено христианским туризмом (около половины приезжих — католики), 23 % — иудеи, остальные представлены прочими конфессиями.[источник не указан 3438 дней]
- 2013 год — Страну посетили 3,5 миллиона туристов. Из США — 623 000 (18 % от общего числа), России — 603 000, Франции — 315 000, из Германии — 254 000. Большинство приезжающих — христиане (53 %) и евреи — 28 %. Иерусалим посетили 75 % прибывших туристов.
- 2019 год — показатель турпотока стал рекордным: Израиль принял 4,55 млн туристов (на 11 % больше, чем годом ранее), которые принесли стране порядка 23 млрд шекелей (около 6,6 млрд долларов).[11]

### Доходы от туризма
Доходы Израиля от туризма в 2009 году составили 2,7 млрд долл.; в 2010 году — 3,7 млрд долл. (возросли по сравнению с пред. годом на 35 %) — около 10 % от объёма экспорта услуг.
В 2010 этот показатель вырос до 13 %. Средние расходы туристов в Израиле (включая платежи, сделанные за границей) составляли в 2010 году 1083 долл. Средние расходы туристов из Америки в Израиль составили $ 1392, по сравнению с $ 935 туристов из Европы, $ 893 туристов из Азии, и $ 1044 туристов из Африки. Около 37 % расходов составляют расходы на гостиницы и другие виды размещения, 15 % — расходы на приобретение подарков, 17 % — на транспорт, 17 % — питание и напитки, 14 % — другие расходы.
В 2013 году доходы от туризма составили 11,5 млрд долл. (40 млрд шекелей).

## Галерея

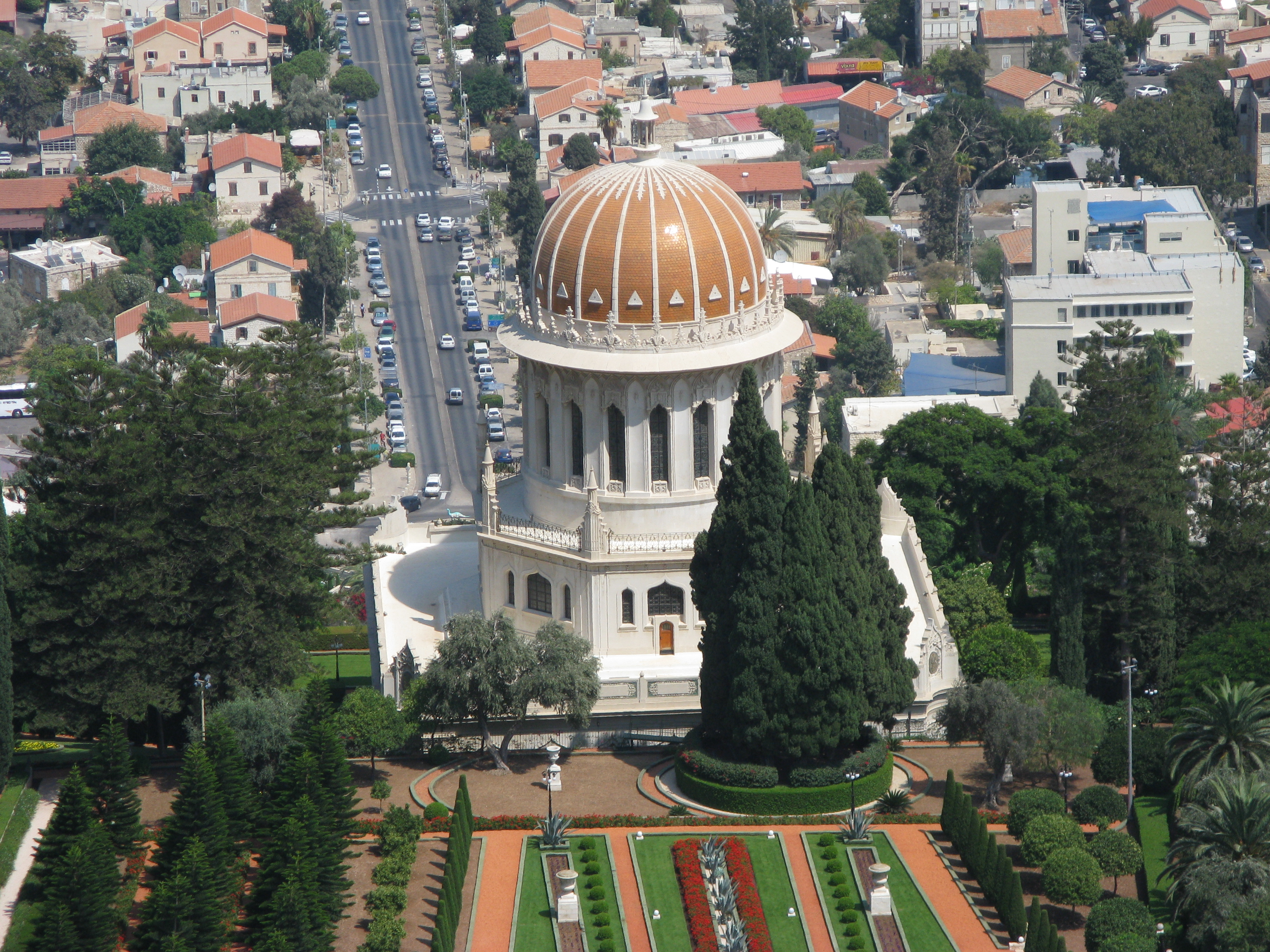
Усыпальница Баба в Хайфе
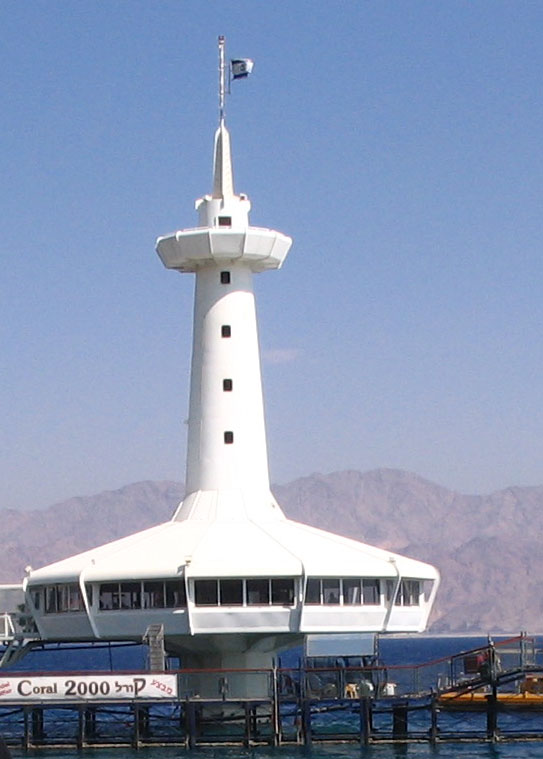
Подводный аквариум в Эйлате
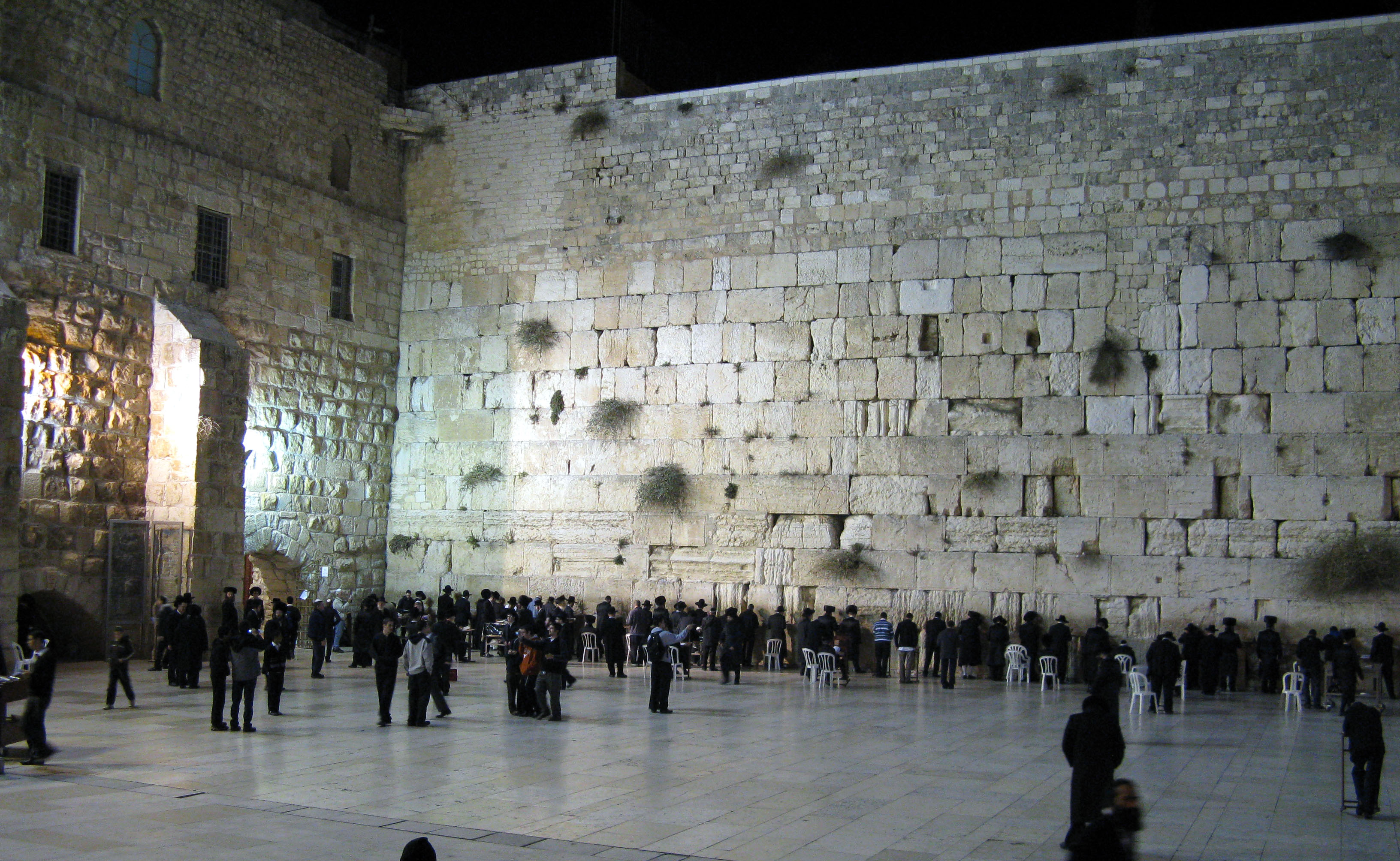
Стена плача
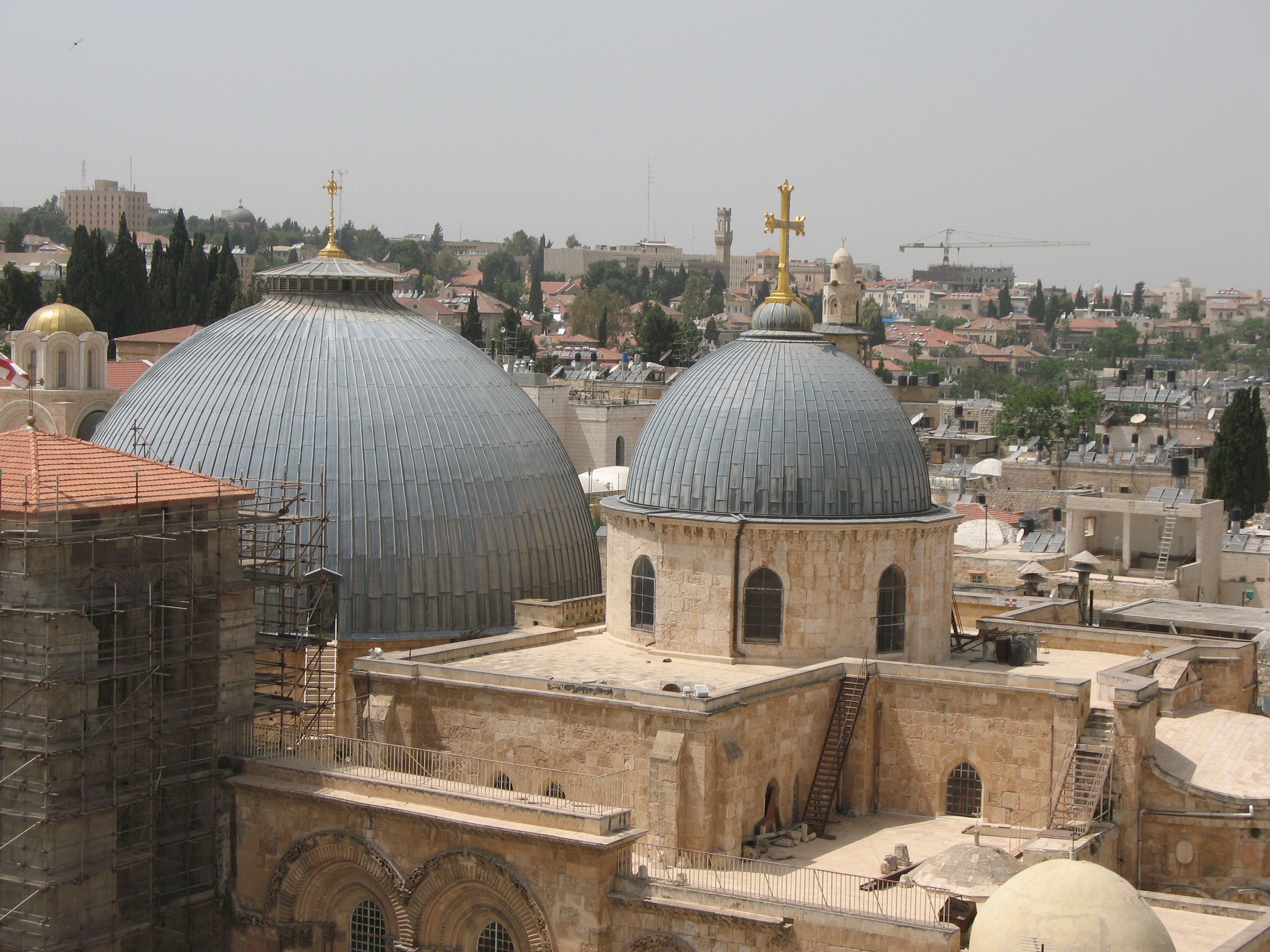
Храм Гроба Господня
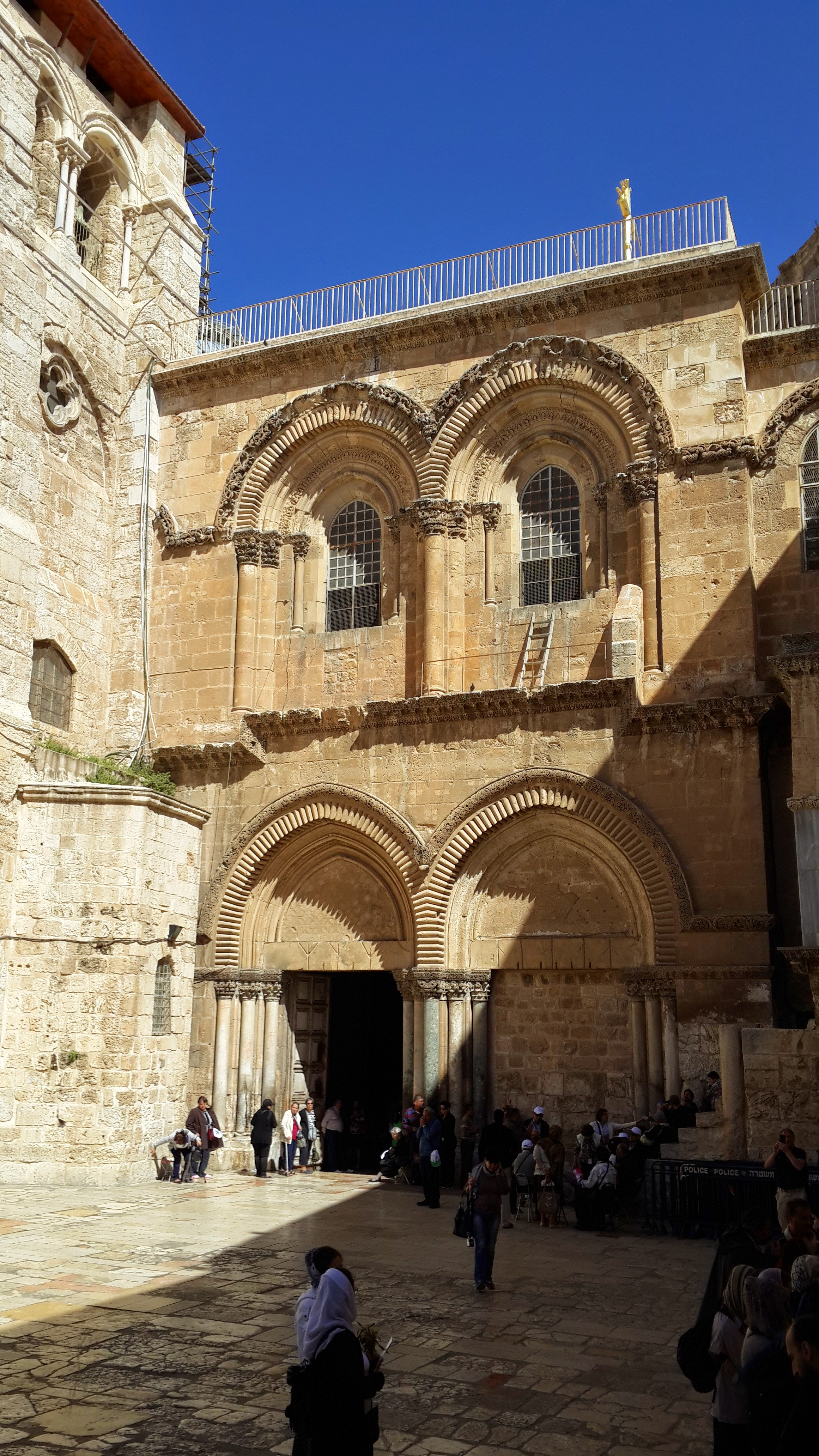
Храм Гроба Господня (вход)
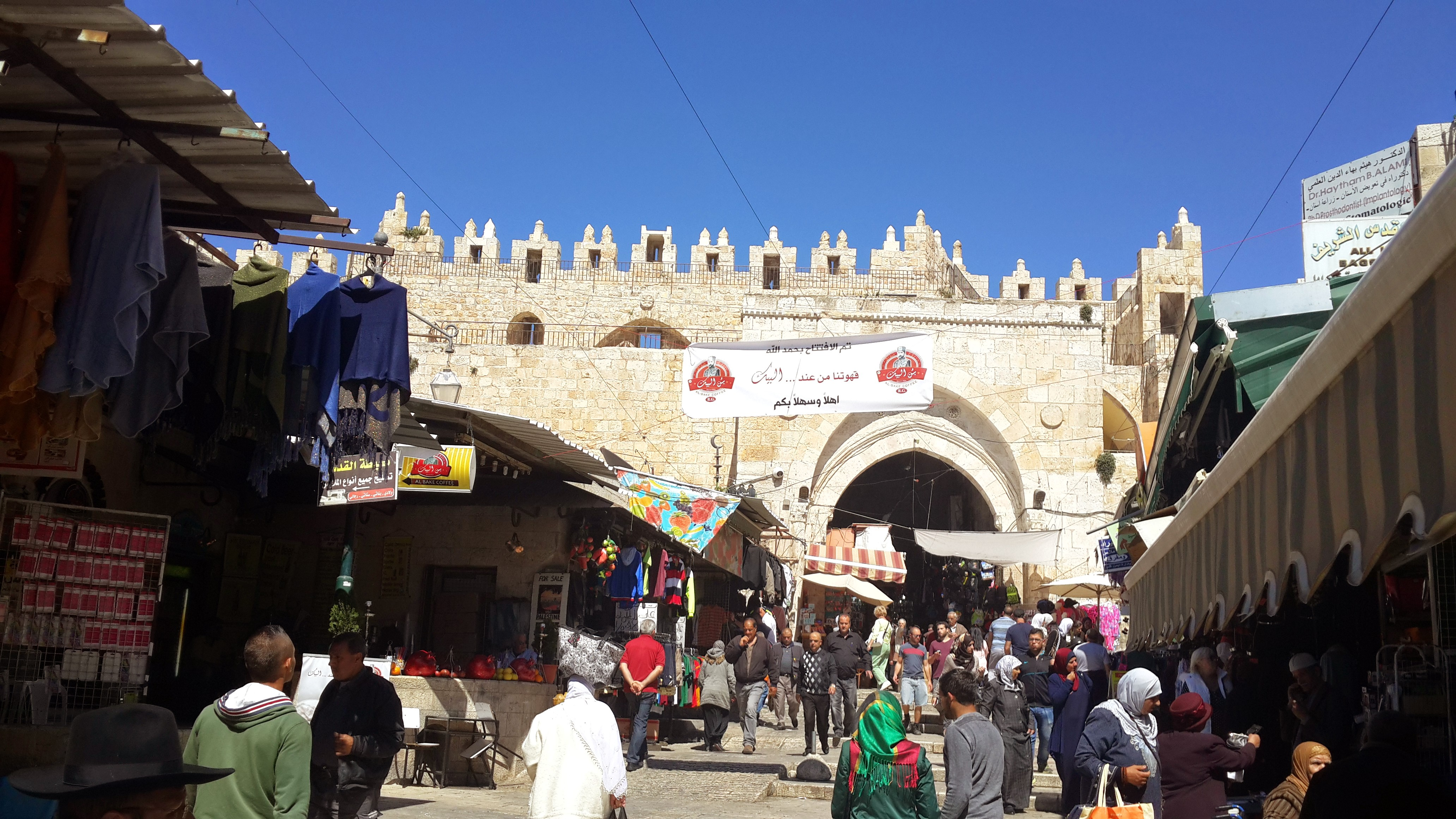
Старый город в Иерусалиме (около Шхемских ворот)
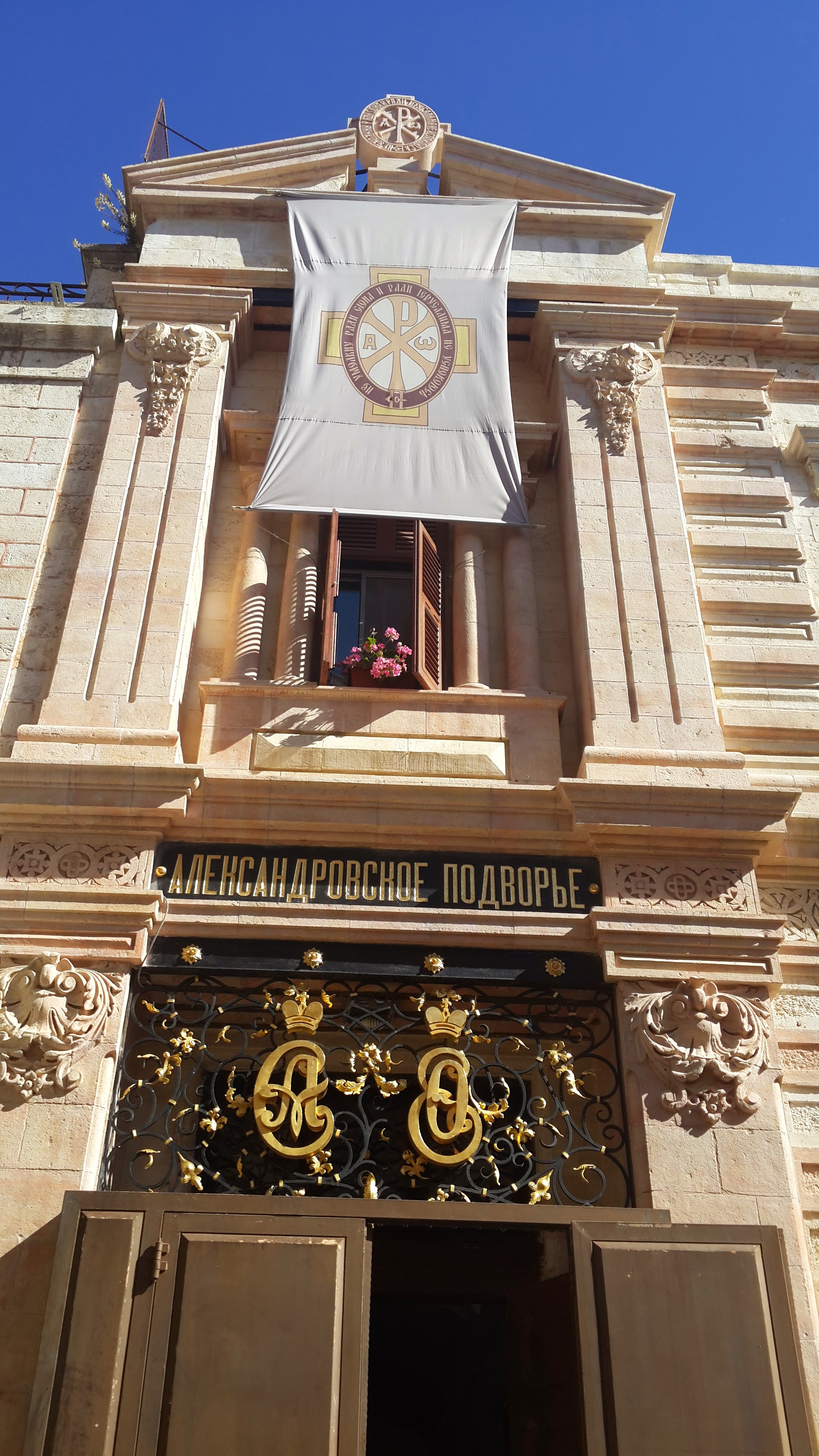
Александровское подворье в Иерусалиме
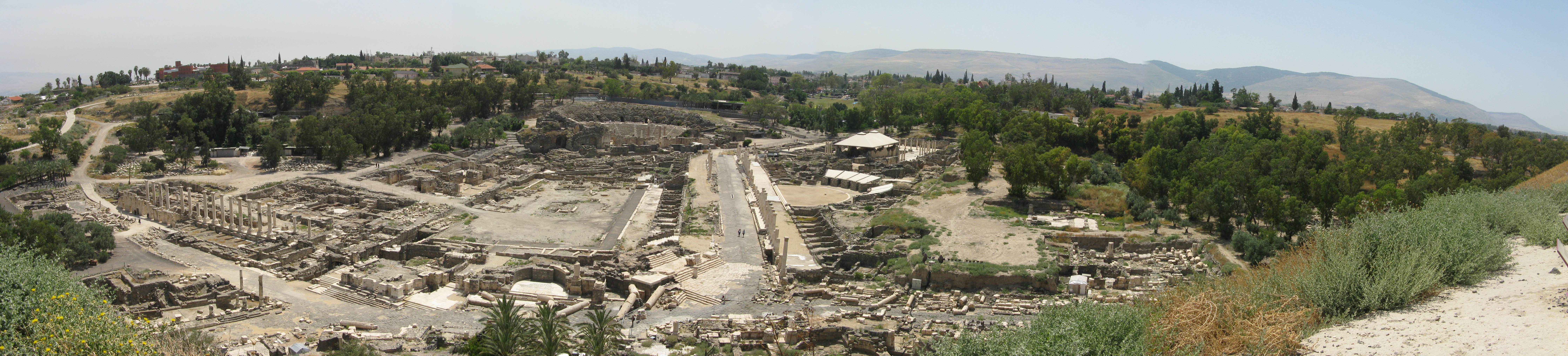
Бейт Шеан. Раскопки древнего Скифополя (панорама)